# 北海道羽幌太陽高等学校
北海道羽幌太陽高等学校（ほっかいどう はぼろたいようこうとうがっこう、Hokkaido Haboro Taiyou　High School）は、北海道苫前郡羽幌町にあった公立（道立）高等学校。

## 概要
1951年（昭和26年）、北海道立羽幌高等学校の太陽分校として開校する。1952年（昭和27年）、町立羽幌太陽高等学校に改称。1953年（昭和28年）、北海道羽幌太陽高等学校と改称。1971年（昭和46年）3月に廃校。跡地には、1971年（昭和46年）5月、北辰中学校が移転したが1975年（昭和50年）3月31日に閉校した。1975年（昭和50年）3月、閉校したばかりの北辰中学校校舎跡に曙小学校が移転。1990年（平成2年）に閉校。
2019年（令和元年）7月時点で校舎跡、体育館跡、教員住宅跡、校門跡、記念碑が残る。木造平屋建て校舎の入り口には、太陽高等学校の校章と曙小学校の校章が設置されている。校庭跡には1976年にコミュニティ施設「曙生活館」が新設される。

## 沿革
- 1951年4月10日 - 北海道立羽幌高等学校の太陽分校として開校[1][2]
- 1952年 11月21日 - 羽幌町立羽幌太陽高等学校として独立
- 1953年 - 北海道道へ移管、北海道羽幌太陽高等学校と改称
- 1962年5月29日 - 曙地区に独立校舎が完成し移転
- 1971年 3月31日 - 廃校

## クラブ活動

### 体育系
- スキー部（ジャンプ）全国優勝有り
- スキー部（アルペン）全国個人入賞有り
- スキー部（ノルディック）全国個人入賞有り
- 剣道部 男子全国個人出場

## 有名人
- 吉岡世一 （ジャンプ）
- 板倉清春 （ジャンプ）